# Gobernador de Aruba

Estandarte del Gobernador de Aruba

El Gobernador de Aruba (en papiamento: Gobernador di Aruba; en neerlandés:Gouverneur van Aruba) es el representante en Aruba del jefe de Estado neerlandés (el rey Guillermo). El gobernador representa y protege los intereses generales del Reino, es además el jefe del Gobierno de Aruba. Es responsable ante el Gobierno del Reino de los Países Bajos. Como jefe de Estado, el gobernador es inmune. Ejerce el Poder Ejecutivo bajo la responsabilidad de los ministros, que son responsables ante el Parlamento de Aruba. Pese a ser el jefe de Estado, el gobernador no tiene responsabilidades políticas y no forma parte del gabinete. En la práctica es el primer ministro quien encabeza el gobierno. Durante la formación de un gabinete, el gobernador juega un papel importante. Es nombrado por el rey por un período de seis años. Este período puede ser prorrogado por un término más de seis años. El gobernador es apoyado por su secretaría en el gabinete del gobernador, y es auxiliado por el Consejo de Asesoramiento (Raad van Advies), compuesto de al menos cinco miembros, nombrados por el gobernador, aconsejándole sobre los proyectos de ordenanzas estatales, los decretos del Estado, los actos del Reino y en general las órdenes administrativas.

## Lista de los gobernadores
El 1 de enero de 1986 Aruba recibió su estatus especial. Antes de esta fecha, el gobernador de las Antillas Neerlandesas era también el gobernador de Aruba.
1. Felipe Tromp (1 de enero de 1986 - 29 de enero de 1992)
2. Olindo Koolman (29 de enero de 1992 - 1 de mayo de 2004)
3. Fredis Refunjol (1 de mayo de 2004 - 31 de diciembre de 2016)
4. Alfonso Boekhoudt (desde el 1 de enero de 2017)[1]